# Procambarus ortmannii
Procambarus ortmannii är en kräftdjursart som beskrevs av Villalobos 1949. Procambarus ortmannii ingår i släktet Procambarus och familjen Cambaridae. IUCN kategoriserar arten globalt som akut hotad. Inga underarter finns listade i Catalogue of Life.